# Phase III (Band)
Phase III ist ein deutsches Musikprojekt, das 2006 durch den Song Trauermarsch in der Schwarzen Szene bekannt wurde.

## Geschichte
Den Kern des Projektes bilden die Musiker Frank Ottenbacher, Steffen Maywald, Peer Vanzo und Spif Anderson, unterstützt von mehreren festen und freien Gastsängern und Musikern.
Frank Ottenbacher, DJ und Hauptbetreiber des ehemaligen Münchener Schwarze-Szene-Clubs „Nerodom“, gründete das Projekt nach einem Treffen mit dem Musikproduzenten Spif Anderson. Ottenbacher gilt als Kopf des Projekts. Der Berliner Steffen Maywald, ehemals Sänger und Shouter der Band Mastertune, ist Sänger und Frontmann. Er unterstützte auch unter anderem zusammen mit Jens Kästel von Funker Vogt Joke Jay bei dessen Song Der Jugend Kraft auf dem Album Fiasko Deluxe (2004). Peer Vanzo ist ebenfalls einer der insgesamt drei Nerodom-Betreiber.
Für den Bandnamen stand der Science-Fiction-Streifen Phase IV Pate. Die ersten Titel wurden im Herbst 2005 produziert, 2006 folgte ein Download-Store mit bereitgestellten EPs, der nicht mehr online ist.
Unter der Regie von Peer Vanzo entstand 2006 das Konzept-Hörbuch nach|t|vertont mit 23 Gedichten von Stefan Brinkmann, bekannt als „NachtPoet“, die als Texte für Songs verschiedenster Stilrichtungen dienten. Phase III und Brinkmann arbeiteten hierbei mit einer Vielzahl an Sängern, Musikern und Sprechern zusammen (siehe [[Stefan Brinkmann#nach|t|vertont|Interpretenliste]]). Vertont wurde das Album von Spif Anderson, der auch verantwortlich für Komposition, Tonspurprogrammierung und Soundeffekte der Download-EPs und das 2009 erschienene Album Es wird Dunkel war.
Es wird Dunkel ist eine Zusammenstellung von Titeln, die das Projekt zuvor schon seit längerem im Nerodom spielte. Aufgrund der positiven Publikumsresonanz folgte der Entschluss, die Songs auf einem Album zu veröffentlichen. Das Album vereint eine ausgewogene Sound-Mixtur mit Elektro- und Popelementen sowie E-Gitarrenklängen mit gesanglichem Facettenreichtum. Es erreichte am 15. Mai 2009 die Top 10 der Deutschen Alternative Charts (DAC), und am 2. Juli 2009 Platz 9.
Das Projekt wurde nie offiziell eingestellt, auch wenn es die letzten Veröffentlichungen 2009 gab.
Steffen Maywald verstarb im November 2020 nach längerer Krebserkrankung.

## Diskografie

### Alben
- 2006: nach|t|vertont (Konzept-Hörbuch, zusammen mit Stefan Brinkmann u. a.; Consequence Records)[5]
- 2009: Es wird Dunkel (Darkmusix Records/Alive)[6]

### Samplerbeiträge
- 2006: Trauermarsch (zu Nerodom Compilation 2006; Repo Records)[7]
- 2006: Friendly Damage (zu Aderlass Vol. 4; Kom4)[8]
- 2007: Im Nebel (zu Nerodom Compilation 2007, Repo Records)[9]
- 2008: Fade to Grey (Cover-Version) (zu Aderlass Vol. 6; Soul Food)[10]
- 2009: Im Nebel (zu Extreme Traumfänger 8; Upscene/Indigo)[11]
- 2009: Trauermarsch (zu Gothic Compilation XLIII; Batbeliever Releases)[12]
- 2009: Es wird dunkel (zu Help Can't Wait (Benefiz-Sampler); Black Rain Records)[13]

### Sonstiges
- 2006: Mix für die Eisbrecher-Single vergissmeinnicht (AFM Records)